# 1980 코파 델 레이 결승전
1980 코파 델 레이 결승전(스페인어: La Final de la Copa del Rey de 1980)은 스페인의 축구 컵대회인 코파 델 레이의 76번째 결승전이다. 이 경기는 1980년 6월 4일, 마드리드의 산티아고 베르나베우에서 열렸다. 레알 마드리드는 2군인 카스티야를 6-1로 완파하고 통산 14번째 우승을 거두었다.

## 경기

### 요약
유안 맥티어 당대의 축구 기자에 따르면 "카스티야는 지난 몇 달 동안 스페인의 수도와 전국을 열광케 한 역동적인 선수단의 몸부림"이었다고 묘사했다.

"우리가 결승전에 올랐다는 것은 레알 마드리드가 우리를 진지하게 상대할 것이 확실해 보였습니다. 실제로 6-1의 결과가 우리와 1군 사이의 격차를 반영합니다."

후아니토와 산티야나의 골이 잇달아 터지면서 카스티야는 전반전을 0-2로 밀린 채 마쳤다. 경기 시간이 45분이 경과한 후, 안드레스 사비도와 비센테 델 보스케가 레알 마드리드의 3번째와 4번째 득점을 올려 60분 만에 카스티야가 추격할 수 없을 만큼 멀리 달아나기 시작했다.
카스티야의 리카르도 알바레스가 10분도 채 안된 시간이 남았을 때 만회골을 넣기는 했다. 맥티어 기자에 따르면 이 행위는 1군 선수들을 자극한 것이나 다름 없었는데, 경기 막판에 마무리를 짓기에 이르었다. 카스티야의 만회골이 터진 지 얼마 지나지 않아 교체로 들어간 프란시스코 가르시아 에르난데스가 5-1로 앞서나가는 골을 넣었고, 경기 종료를 앞두고 후아니토가 페널티 킥으로 6-1 승리에 방점을 찍었다. 주심이 경기 종료를 선언하자 양 선수단 모두 우승컵을 가지고 뒤풀이를 했다.

### 상세 정보
| 레알 마드리드                                                                                    | 6–1               | 카스티야     |
| ------------------------------------------------------------------------------------------------ | ----------------- | ------------ |
| 후아니토 19′, 88′ (페널티) · 산티야나 42′ · 사비도 59′ · 델 보스케 62′ · 가르시아 에르난데스 82′ | 리포트 (스페인어) | 알바레스 80′ |

| 레알 마드리드 | 카스티야 |

| 레알 마드리드:  |    |                                |  |     |
|                 |    |                                |  |     |
| GK              | 1  | 마리아노 가르시아 레몬         |  |     |
| DF              | 2  | 안드레스 사비도                |  |     |
| DF              | 5  | 그레고리오 베니토              |  |     |
| DF              | 4  | 피리 (주장)                    |  |     |
| DF              | 3  | 호세 안토니오 카마초           |  |     |
| MF              | 6  | 비센테 델 보스케               |  |     |
| MF              | 10 | 울리 슈틸리케                  |  | 63′ |
| MF              | 8  | 앙헬                           |  |     |
| FW              | 7  | 후아니토                       |  |     |
| FW              | 9  | 산티야나                       |  |     |
| FW              | 11 | 로리 커닝엄                    |  | 82′ |
| 교체 선수:      |    |                                |  |     |
| MF              | 14 | 프란시스코 가르시아 에르난데스 |  | 63′ |
| FW              | 15 | 로베르토 마르티네스            |  | 82′ |
| 감독:           |    |                                |  |     |
| 부야딘 보슈코브 |    |                                |  |     |

| 카스티야:              |    |                            |  |     |
|                        |    |                            |  |     |
| GK                     | 1  | 아구스틴                   |  |     |
| DF                     | 2  | 후아니토                   |  |     |
| DF                     | 4  | 하비에르 카스타녜다 (주장) |  |     |
| DF                     | 5  | 엔리케 에레로              |  |     |
| DF                     | 3  | 카시미로                   |  |     |
| MF                     | 7  | 리카르도 알바레스          |  |     |
| MF                     | 6  | 리카르도 가예고            |  |     |
| MF                     | 10 | 미겔 베르날                |  |     |
| FW                     | 8  | 프란시스코 피네다          |  |     |
| FW                     | 9  | 파코                       |  | 46′ |
| FW                     | 11 | 발렌틴 시돈                |  | 73′ |
| 교체 선수:             |    |                            |  |     |
| MF                     | 14 | 호세 산체스 로렌소         |  | 46′ |
| FW                     | 15 | 발린                       |  | 73′ |
| 감독:                  |    |                            |  |     |
| 후안호 가르시아 산토스 |    |                            |  |     |

| 경기 규정 - 90분 - 필요시 연장전 30분 - 연장전 이후 동점시 승부차기 - 교체 선수 4명 등재 - 최대 선수 2명 교체 가능 |